# Margarida Martins
Margarida Carmen Nazaré Martins, mais conhecida por Margarida Martins ComM • MPAH (Lisboa, 11 de julho de 1953) é uma política, activista social e ex-autarca portuguesa. Foi pioneira em Portugal nas acções que desenvolveu para a sensibilização e prevenção da SIDA, tendo sido cofundadora da Associação Abraço, a cujos destinos presidiu durante cerca de 21 anos.
Foi Presidente da Junta de Freguesia de Arroios, eleita como independente nas listas do PS, durante dois mandatos autárquicos, de 2013 até 2021, quando cessou funções após derrota eleitoral nas eleições autárquicas de 26 de Setembro de 2021.

## Biografia
Catavento
"Catar o vento é passá-lo a pente fino, sacar-lhe os parasitas, amainá-lo? Catar é buscar. No alto do campanário está o galo, sempre capaz de galar um novo dia, de o engalanar. Tal qual a Margarida, cujo nome significa pérola. A ostra, rugosa e preta como a noite, faz nas profundezas a pérola, para não morrer. O fulgor da pérola, ganho no negrume do fundo do mar, contra ventos e marés.
Puro, como as casas e as gargalhadas galhardas que a Margarida dá. O vento passa, e os tempos e as vontades.
Mas a Margarida não se fica. Finca-se. No alto do Bairro Alto, lá há-de estar ela, a catar um pouco de beleza, para partilhar. Contra os ventos do mundo e da cidade, que andam ruins e desatinados. Abençoada.”

– Texto de Maria Velho da Costa dedicado a Margarida Martins.
Nasceu em Lisboa na antiga freguesia do Socorro, hoje parte de Arroios, na maternidade de Santa Bárbara que funcionava no sótão do Hospital de S. José. O pai, Álvaro das Dores Martins da Graça, era um operário e militante do PCP e fundou a primeira escola operária em Ervidel, no Alentejo. Por ter trabalhado nas obras da então Ponte sobre o Tejo, foi agraciado, a 19 de dezembro de 1966, com a Medalha da Ordem Civil do Mérito Agrícola e Industrial - Classe Industrial, por proposta do então ministro das Obras Públicas, Eduardo de Arantes e Oliveira.
Começou a trabalhar numa empresa de construção civil, mas foi só depois do casamento é que efectivamente teve um primeiro contacto com o mundo artístico no Bar Zodíaco, que teve na Lapa com o marido. Trabalhou também para numa editora e mais tarde foi secretária numa empresa de construção civil. 
Após conhecer o empresário da noite lisboeta Manuel Reis, que lhe foi apresentado por Lia Gama, assume as funções como porteira e relações públicas de um dos espaços de diversão nocturna mais icónicos  da capital nos anos 80. - o bar "Frágil". Aí permaneceu desde 1983 até 1991.
Em 1991 Margarida Martins viu-se confrontada com a infecção por VIH / SIDA de um amigo, o João Carlos, que acabou por ser hospitalizado e veio a falecer no Hospital Egas Moniz. No final desse ano, havia um pequeno grupo de voluntários que procurava prestar apoio aos doentes hospitalizados naquela unidade de doenças infectocontagiosas, mas é só após a morte do João Carlos que nasceu a vontade de criar uma associação que pudesse ajudar as pessoas infectadas com o vírus da Sida. Gerou-se um movimento de apoio em torno desse projecto e no ano seguinte, em 26 de Abril de 1992, na data do aniversário do João Pedro fez-se um espectáculo no Coliseu dos Recreios para arranjar os recursos para criar uma associação. A Associação Abraço acabará por ser constituída semanas depois, a 5 de Junho de 1992, com sede no Bairro Alto.
A "Abraço" liderada por Margarida Martins, viria numa primeira fase a tentar melhorar as condições dos doentes infectados hospitalizados no Egas Moniz e só posteriormente é que iniciou uma série de campanhas a nível nacional, no âmbito da prevenção e formação da população para o assunto. Naturalmente, a sua experiência e contactos adquiridos no "Frágil", ajudaram a catapultar a Associação, que foi ganhando o respeito e apoio de milhares de pessoas por todo o país. O testemunho mais curioso sobre a importância e reconhecimento do seu trabalho, veio pela voz do actual Ministro da Educação Tiago Brandão Rodrigues, que a própria refere numa entrevista à Lusa, depois publicada no Diário de Notícias:
| “ | Fui apresentar-me e ele disse-me: "sei muito bem quem a Margarida é porque quando eu tinha 13 anos foi à minha escola no norte falar sobre o VIH/sida. Foi consigo que ouvi pela primeira vez falar da doença." | ” |
|   | — Margarida Martins, Lusa. |   |

Após 21 anos à frente da direcção da Abraço, Margarida Martins decide deixar a presidência para se candidatar como independente na lista do Partido Socialista à Junta de Freguesia de Arroios. No seu lugar ficará o psicólogo Gonçalo Lobo. A ocasião foi assinalada com o lançamento do livro "21 Cartas de Amor", cujo prefácio é da autoria de Margarida Martins.
Terminou o seu segundo mandato como Presidente da Junta de Freguesia de Arroios, eleita pela lista do Partido Socialista, em 19 de Outubro de 2021, data da tomada de posse da actual presidente.

Nas eleições autárquicas de 2021 foi candidata a um 3º mandato à frente da Junta de Freguesia de Arroios, pela coligação Mais Lisboa, liderada por Fernando Medina, mas perde a reeleição para a candidata da coligação Novos Tempos Lisboa liderada por Carlos Moedas, Madalena Natividade. A derrota de Margarida Martins em 2021 ocorreu poucos dias depois de ter sido publicada, na revista Sábado, uma reportagem segundo a qual Margarida Martins, enquanto presidente da Junta de Freguesia de Arroios, fazia compras no Mercado 31 de Janeiro sem pagar, utilizava veículos da Junta de Freguesia, conduzidos por um funcionário da Junta de Freguesia, para se deslocar de e para casa e tinha a casa e o salário penhorados pela Segurança Social, devido a uma dívida de 47 mil euros. O então presidente da Câmara e recandidato ao cargo, Fernando Medina, manteve a confiança pessoal e política em Margarida Martins e acabou também por perder as eleições para Carlos Moedas. O episódio pôs, assim, um fim a 14 anos de governação do PS na Câmara Municipal de Lisboa e em diversas freguesias da cidade, algumas das quais as mais populosas, como Arroios.
Foi agraciada com o grau de Comendadora da Ordem do Mérito em 6 de Março de 1998 pelo Presidente Jorge Sampaio. E também, em 9 de Janeiro de 2019, pelo Chefe do Estado Maior do Exército, General José Nunes da Fonseca pela «permanente disponibilidade e sentido de serviço público».
|  | Citações                                                                      |
|  | ----------------------------------------------------------------------------- |
|  | “Sou uma mulher que vem de muitos mundos” "Quem eu sou hoje, devo-o ao Manel" |

## Investigação Criminal
A 27 de Outubro de 2021 a Unidade Nacional de Combate à Corrupção da Polícia Judiciária fez buscas na Junta de Freguesia de Arroios e na residência de Margarida Martins, tendo esta sido constituída arguida. As buscas realizadas estão relacionadas com investigações à compra de cimento, pela Junta de Freguesia de Arroios, em doses anormalmente elevadas e à contratação de empresas para a manutenção dos espaços verdes da freguesia de Arroios, durante o mandato de Margarida Martins. A contratação de empresas para a manutenção dos espaços verdes foi alvo de um relatório do Tribunal de Contas, publicado em 2020, uma vez que a Junta de Freguesia de Arroios dividiu o território da freguesia em dois lotes para efeitos de manutenção dos espaços verdes, o que o Tribunal de Contas considerou uma forma de contornar as regras da contratação pública, e celebrou diversos contratos por ajuste direto com empresas diferentes, mas pertencentes aos mesmos donos.
Segundo comunicado oficial do Ministério Público estão em causa suspeitas da prática de crimes no exercício de funções públicas, na Junta de Freguesia de Arroios, nomeadamente peculato, peculato de uso e participação económica em negócio.
Margarida Martins desmentiu todas as acusações, alegando estar a ser alvo de uma campanha política.

## Condecorações
- Comendadora da Ordem do Mérito (1998)[15]
- Medalha de D. Afonso Henriques - Mérito do Exército – 1.ª Classe (2019)[16]